# Ricardo Ceratto
Ricardo Ceratto (Loma Alta, Santa Fe, 18 de julio de 1939 - Santa Fe, 29 de marzo de 1995) fue un cantante y compositor argentino de las décadas de 1970 y 1980.

## Biografía

### Carrera musical
En la primera parte de su carrera, Ceratto se dedicó a componer música romántica, a menudo en colaboración con el también argentino Jorge Morell.
Aunque ya era muy conocido en Argentina, Ceratto viajó a México en la década de los 80's, donde comenzó una nueva fase de su carrera, y llegó a grabar un disco que contenía una canción dedicada a Sor Juana Inés de la Cruz, acompañado de un coro.
Entre sus éxitos musicales más conocidos, destaca especialmente la canción "El sol nace para todos", la cual llegó a ser una de las canciones más escuchadas en la ciudad de Monterrey, México, en el año de 1977. También "A Santiago voy", éxito de Los Tamara. Algunas de sus composiciones originales llegaron a ser interpretadas por otros cantantes prominentes, por ejemplo "Vamos a darnos todo", por Estela Núñez y "La casa vieja, la casa nueva" por Raphael. También compuso la canción "Hoy canto por cantar" junto con Nydia Caro. Así mismo, llegó a componer algunas melodías que fueron interpretadas por Miguel Ángel Asturias.

## Suéñame Quintana Roo
Ceratto también llegó a dedicar algunas canciones inspiradas por lugares de la República Mexicana, como lo es la canción "Suéñame Quintana Roo ", originalmente llamada "Canción de cuna" como se registró en España,  dedicada al estado de Quintana Roo, la cual fue adoptada como segundo himno de este estado, así como El color de La Paz, dedicada a la ciudad de La Paz, capital de Baja California Sur. A Orizaba voy, dedicada a la Ciudad de Orizaba, Veracruz y Parangaricutiromícuaro, donde habla también de volcán Paricutín, del estado de Michoacán

## Conversión al cristianismo y música cristiana
Desde la época de su conversión al cristianismo, Ricardo dejó el ámbito de la música secular para dedicarse artísticamente a la música cristiana, y fungir como ministro en una congregación en Santa Fe, Argentina. Posteriormente quitó de la circulación en el mercado sus discos de música secular. 
Uno de sus posteriores discos incluía una versión del Salmo 23, y llegó a grabar un dúo con el cantante Leo Dan, quien también se había convertido al cristianismo.
Falleció de un paro cardíaco en su natal Santa Fe el 29 de marzo de 1995 después de sufrir una enfermedad que afectó su sistema nervioso.

## Discografía
Álbumes de estudio
- Me estoy acostumbrando a ti (Discos Capitol, 1976)
- Mis canciones... (Discos EMI, 1976)
- Dedicado a México (EMI, 1976)
- El amor es libre (EMI, 1977)
- Dedicado a México Vol. 2 (EMI, 1978)
- En cualquier parte (EMI, 1978)
- Amor con amor se paga (EMI,1978)
- Se quedó muy sola (EMI, 1980)
- Ricardo Ceratto (EMI, 1981)
- Enamórame (Discos Blanchet, 1982)
- De tarde en tarde (Discos Rocío, 1985)
- Dedicado a ti Señor (Musart, 1985)
- Con todas las fuerzas de tu alma (Discos Peerless, 1990)
- Vamos a aplaudir a Dios (La Palabra, 1993)